# Pterocarpus indicus
Pterocarpus indicus är en ärtväxtart som beskrevs av Carl Ludwig von Willdenow. Pterocarpus indicus ingår i släktet Pterocarpus och familjen ärtväxter. IUCN kategoriserar arten globalt som sårbar. Inga underarter finns listade i Catalogue of Life.

## Bildgalleri

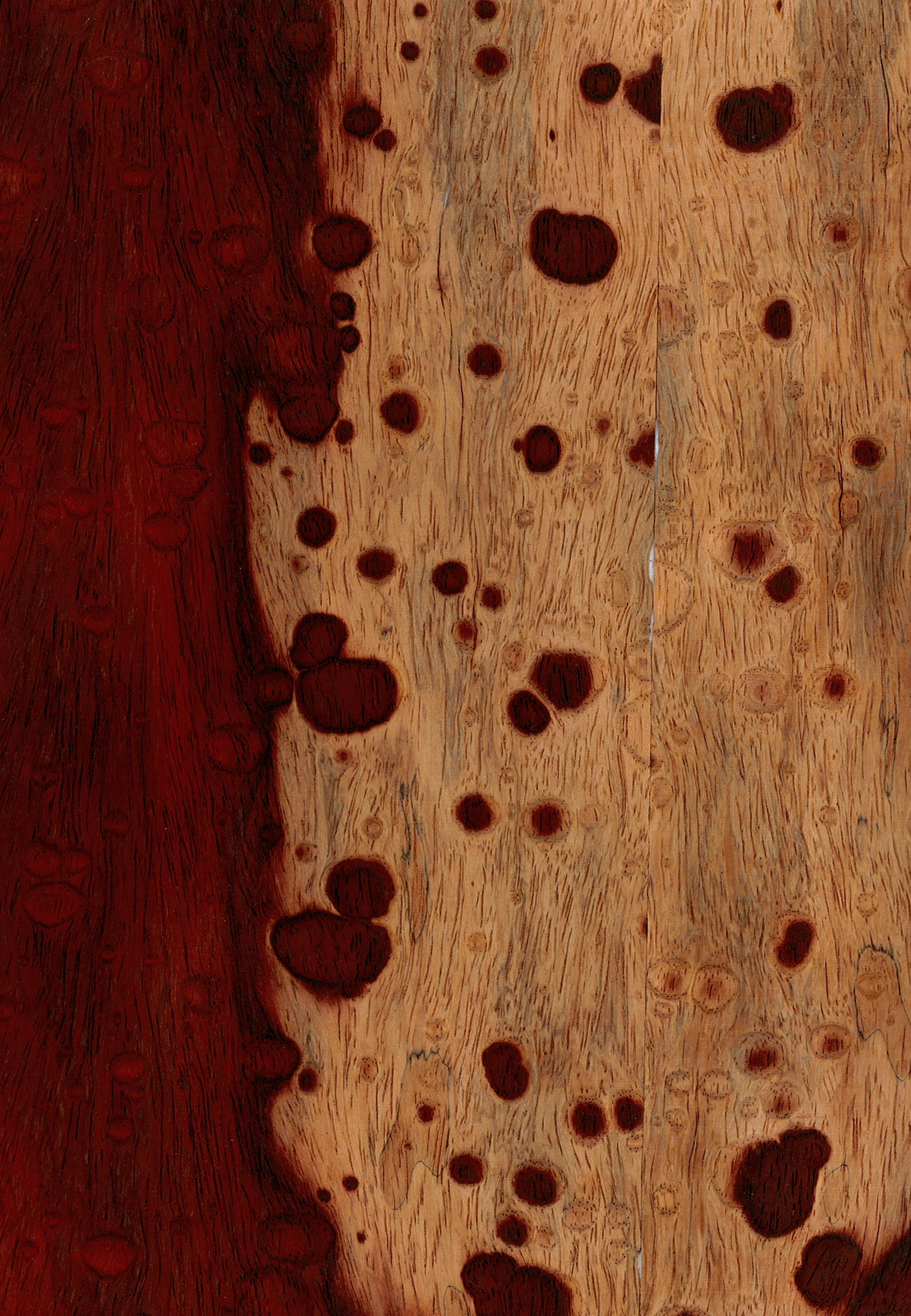
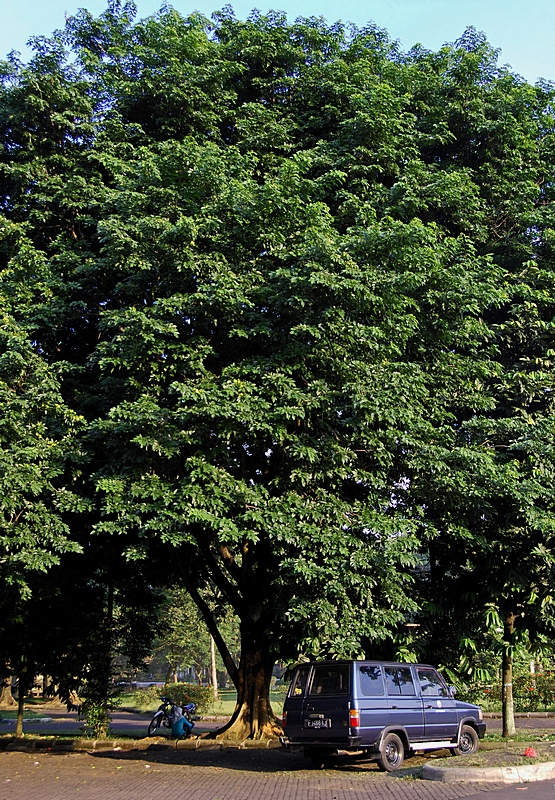
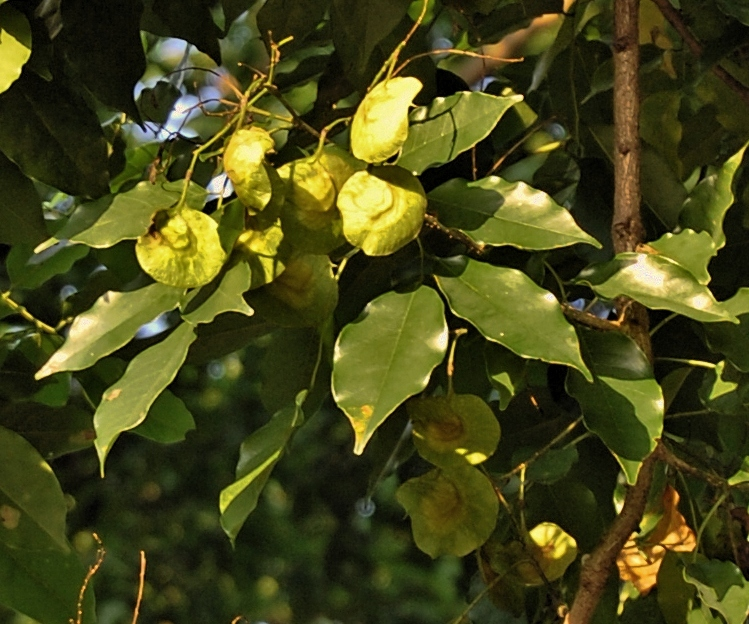
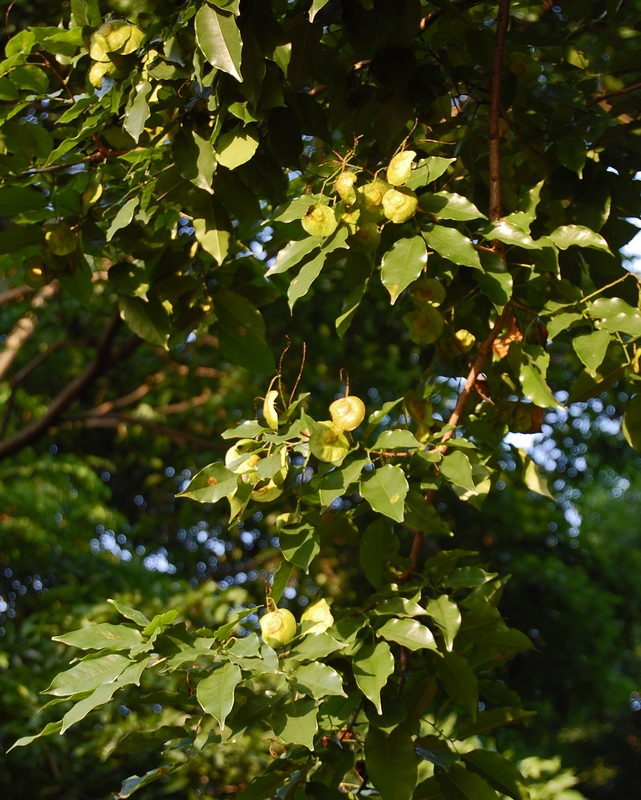
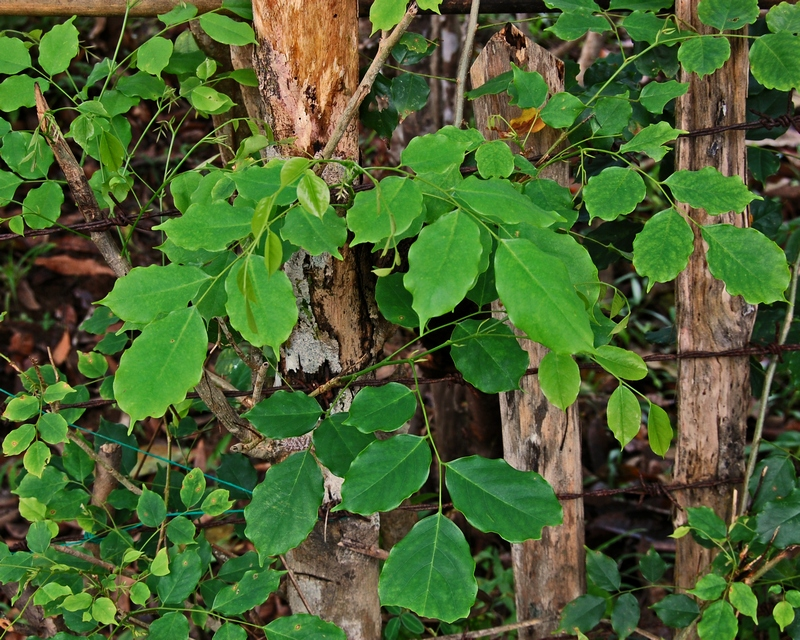
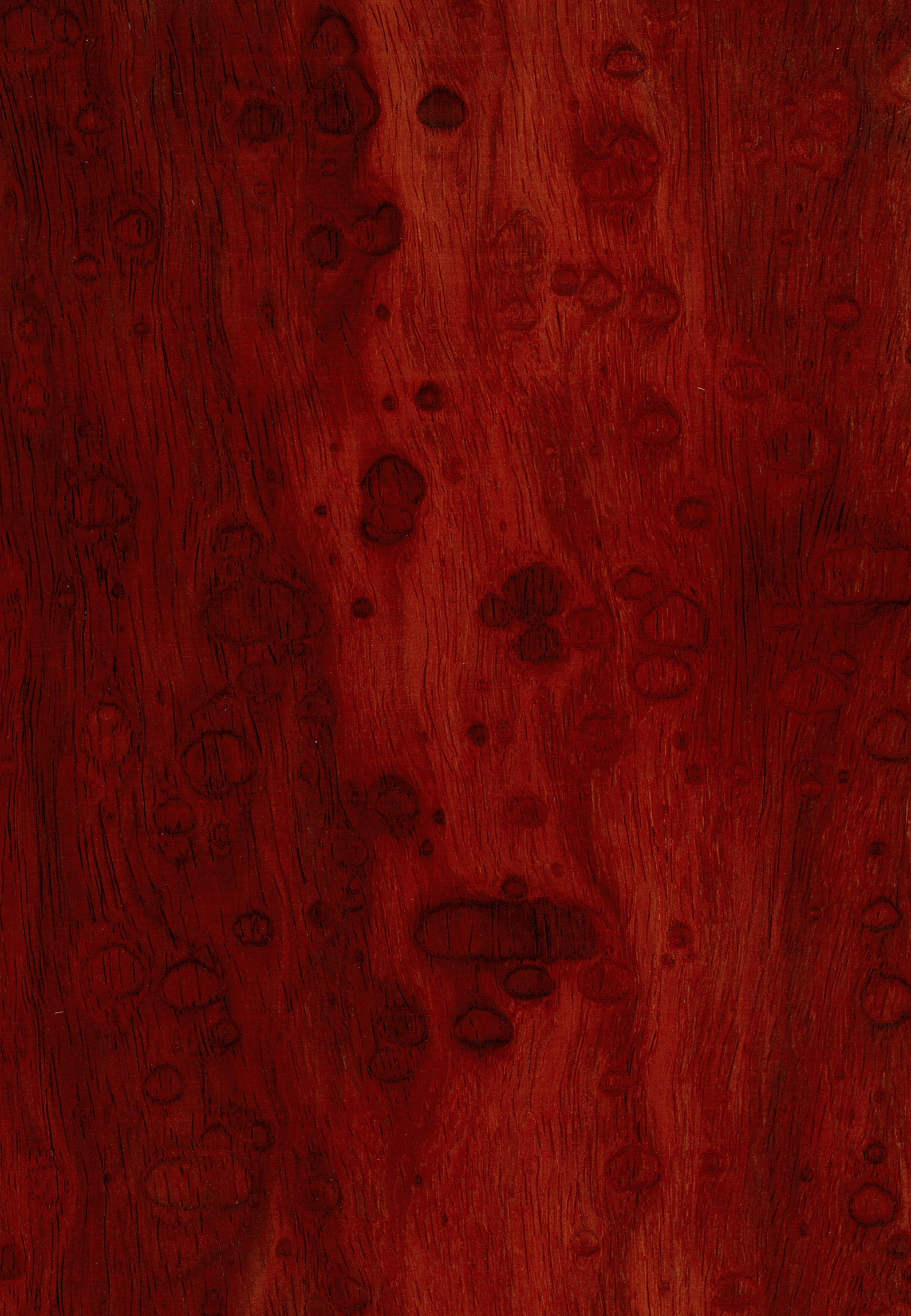